# Lutz Dechant
Lutz Dechant (* 1948 in Jena) ist ein deutscher Schauspieler und Autor.

## Leben
Lutz Dechant, geboren 1948 in Jena, wuchs als Sohn einer Näherin und eines Lagerarbeiters in Jena an der Saale auf. Er besuchte die Grete-Unrein-Schule, die Adolf-Reichwein-Schule und die Ostschule, spielte Fußball beim SC Motor Jena (später FC Carl Zeiss Jena) bis zur B-Jugend und war von 1963 bis 1965 Sänger der Amateurband „The Ohios“.
Nach der Schule, mit einer Grundausbildung als Betonbauer, besuchte er zwei Jahre lang die Staatliche Ballettschule Berlin und wurde dort auf eigenen Wunsch exmatrikuliert, zog zurück nach Jena und arbeitete zwei Monate als Lagerarbeiter und Packer in der Universitätsbuchhandlung der Stadt, bevor er 1967 das Studium an der Fachrichtung Schauspiel der Hochschule für Film und Fernsehen in Potsdam/Babelsberg begann.
Nach Abschluss des Studiums 1971 wurde er an das Theater der Freundschaft in Berlin (später Carrousel-Theater, Theater an der Parkaue) engagiert, dem er bis zu seiner letzten Vorstellung („Peter und der Wolf“) im Sommer 2017 treu blieb. Er arbeitete dort während seiner 46-jährigen Bühnenzugehörigkeit als Schauspieler, Regieassistent, Regiemitarbeiter, Regisseur, Projektleiter und Autor.
1979 wurde am Theater der Freundschaft sein erstes Stück Paul und Maria uraufgeführt. 1983 delegierte ihn das Theater zum Direktstudium an das Literaturinstitut „Johannes R. Becher“ nach Leipzig, das er 1986 als Literaturarbeiter beendete. 1986 erhielt er für die Dokumentarmontage Icke bin doch icke den Kritikerpreis der Berliner Zeitung in der Kategorie Neue Kommunikationsformen.
2005 produzierte Dechant als Autor und Sänger gemeinsam mit der Band „Wahre Schule“ die CD Salz (12× der ganz normale Blues zwischen Cpt. Beefheart und Paolo Conte) beim Label No System Sounds, gründete danach die Band DECHANT und spielte bis 2015 den live-act „Fasching auf´m Friedhof“.
Mit der Inszenierung von Peter und der Wolf, 2010 geschrieben und eingerichtet nach Prokofjews musikalischem Märchen von Harriet und Peter Meining und gemeinsam gespielt mit dem Musiker und Performer Ole Wulfers, gastierte Dechant im In- und Ausland (u. a. Russland, Kroatien, Albanien, Österreich, Luxemburg).
Seit 1978 ist er verheiratet und hat eine Tochter und einen Sohn.

## Theater (Auswahl)
- 1968: Büchner: Woyzeck – Regie: Fritz Marquardt (HFF-Potsdam-Babelsberg)
- 1969: Shakespeare/H.Müller: Wie es euch gefällt – Regie: B.K.Tragelehn (HFF-Potsdam-Babelsberg)
- 1970: Freemann/Webster/Fain: Calamity Jane – Regie: Dieter Wardetzky (HFF-Potsdam-Babelsberg)
- 1970: Goethe: Egmont – Regie: Peter Kupke (Hans-Otto-Theater Potsdam)
- 1972: Bernd Wagner: Das Hemd eines Glücklichen – Regie: Peter Ensikat (Theater der Freundschaft – Berlin)
- 1972: Heinz Kahlau: Die kluge Susanne – Regie: Mirjana Erceg (Theater der Freundschaft)
- 1973: Elke Erb, Adolf Endler: Das bucklige Pferdchen – Regie: Horst Hawemann (Theater der Freundschaft)
- 1977: Jan Jilek: Feuervogel und Rotfüchsin – Regie: Anu Saari (Theater der Freundschaft)
- 1977: Aleksis Kivi/Holmberg: Die sieben Brüder – Regie: Bernd Renne (Theater der Freundschaft)
- 1978: Margarete Steffin: Wenn er einen Engel hätte – Regie: Wolfgang Engel (Theater der Freundschaft)
- 1979: Marschak/Bobrowski: Das Tierhäuschen – Regie: Joachim Siebenschuh (Theater der Freundschaft)
- 1991: Friedrich Dürrenmatt: Herkules und der Stall des Augias – Regie: Ulrich Voss (Theater der Freundschaft)
- 1991: F.K. Waechter: Der Teufel mit den drei goldenen Haaren – Regie: Renate-Louise Frost (Theater der Freundschaft)
- 1995: Steve Tesich: On the Open Road – Regie: Jürgen Zielinski (Carrousel-Theater)
- 1999: Max Frisch: Andorra – Regie: Marcelo Diaz (Carrousel-Theater)
- 1999: Jean Baptiste Molière: Der Geizige – Regie: Axel Richter (Carrousel-Theater)
- 1999: nach Sven Nordqvist: Petterson und Findus – Regie: Felicitas Loewe (Carrousel-Theater)
- 2000: Franz Xaver Kroetz: Furcht und Hoffnung in Deutschland – Regie: Uwe Cramer (Carrousel-Theater)
- 2000: Samuel Beckett: Glückliche Tage – Regie: Eddy Socorro (Theater unterm Dach-Berlin)
- 2001: Tankred Dorst: Wegen Reichtum geschlossen – Regie: Manuel Schöbel (Carrousel-Theater)
- 2004: Charles Way: Ein Hauch von kaltem Wetter – Regie: Yüksel Yolcu (Carrousel-Theater)
- 2005: Bertolt Brecht: Leben des Galilei – Regie: Hartmut Wickert (Theater an der Parkaue)
- 2006: Jean Anouilh: Antigone – Regie: Nora Somaini (Theater an der Parkaue)
- 2006: Lothar Trolle: Das Hildebrandslied – Regie: Sascha Bunge (Theater an der Parkaue)
- 2007: Theodor Storm: Die Regentrude – Regie: Kay Wuschek (Theater an der Parkaue)
- 2008: Alexander Sutherland Neill: Die grüne Wolke – Regie: Norton.Commander.Productions (Theater an der Parkaue)
- 2009: Gebrüder Grimm: Schneeweißchen und Rosenrot – Regie: Wolf Bunge (Theater an der Parkaue)
- 2009: Lessing: Nathan der Weise – Regie: Esther Hattenbach (Theater an der Parkaue)
- 2010: J.M.R. Lenz: Der Hofmeister oder Vorteile der Privaterziehung – Regie: Albrecht Hirche (Theater an der Parkaue)
- 2010: nach Sergej Prokofjew: Peter und der Wolf – Regie: Harriet Maria und Peter Meining (Theater an der Parkaue)
- 2011: Walter Benjamin: Radau! – Regie: Thomas Fiedler (Theater an der Parkaue)
- 2011: E.T.A. Hoffmann: Der Sandmann – Regie: Carlos Manuel (Theater an der Parkaue)
- 2013: Lothar Trolle: Sie leben! Sie leben! Sie leben noch immer! – Regie: Sascha Bunge (Theater an der Parkaue)

## Filmografie (Auswahl)
- 1970: Hart am Wind
- 1970: Verspielte Heimat
- 1970: Rottenknechte
- 1971: Polizeiruf 110: Die Schrottwaage
- 1973: Der Staatsanwalt hat das Wort: Nachteinkäufe
- 1974: Die Mission
- 1977: Schach von Wuthenow
- 1996: Tatort: Tod im Jaguar
- 2014: ... und dann kam Wanda
- 2015: Die Ungehorsame

## Diskographie/Hörspiele (Auswahl)
- 1973: Hans Christian Andersen: Die wilden Schwäne (5. Prinz) – Regie: Edgar Kaufmann/Barbara Plensat (Kinderhörspiel – Litera)
- 1977: Samuil Marschak: Das Katzenhaus (Biber und Ferkel) – Regie: Jürgen Schmidt (Kinderhörspiel – Litera)[5]
- 1980: Volksbuch: Fortunatus’ Glückssäckel oder die Kunst, reich zu sein (mehrere Nebenrollen) – Regie: Andreas Scheinert (Hörspiel – Litera)
- 1981: Hans Christian Andersen: Der standhafte Zinnsoldat (Kugel, ein Zinnsoldat) – Regie: Heiner Möbius (Kinderhörspiel – Litera)
- 1982: Brüder Grimm: Das singende springende Löweneckerchen (Friedrich) – Regie: Jürgen Schmidt (Kinderhörspiel – Litera)
- 2005: Salz – No System Sounds

## Werke
- Paul und Maria (Schauspiel) Uraufführung am Theater der Freundschaft Berlin, 1978.[6]
- Frech wie Oskar II (Revue) Uraufführung am Theater der Freundschaft Berlin, 1980.
- Spiel mit mir: Die goldene Gans (Schauspiel) henschel SCHAUSPIEL Theaterverlag Berlin, 1989.[7]
- Die Kinderhochzeit (Drehbuch)
- Icke bin doch icke (Dokumentarmontage) Uraufführung am Theater der Freundschaft Berlin, 1985.[8]
- Icke und Ernst (Dokumentarmontage) Uraufführung am Theater der Freundschaft Berlin, 1986.[9]
- Alles anders (Dokumentarmontage) Uraufführung am Theater der Freundschaft Berlin, 1994.[10]
- Alles beim Alten (Dokumentarmontage) Uraufführung am Carrousel Theater Berlin, 1994.[11]
- Der futurologische Kongress (Schauspiel nach dem gleichnamigen Roman von Stanisław Lem)
- Das Wintermärchen (Schauspiel nach Franz Fühmann)
- Santa Cecilia (Monolog, dt. Bearbeitung) Uraufführung am Carrousel Theater Berlin, 1995.[12]
- Luchiner Bauernkrieg (Drehbuch)